# Appaloosa – A törvényen kívüli város
Appaloosa – A törvényen kívüli város (eredeti cím: Appaloosa) egy 2008-as amerikai westernfilm, amely Robert B. Parker krimiíró 2005-ös Appaloosa című regénye alapján készült. A filmet Ed Harris rendezte, Harris és Robert Knott közösen írta, és Harris mellett Viggo Mortensen, Renée Zellweger és Jeremy Irons játssza a főszerepet.

## Cselekmény
|  | Alább a cselekmény részletei következnek! |

1882-ben az új-mexikói Appaloosa kisvárosát Randall Bragg helyi farmer terrorizálja, aki megölte a város rendőrbíróját, Jack Bellt és két helyettesét, amikor azok Bragg farmjára mentek, hogy letartóztassanak két férfit. A város felbérli a törvénytisztelő és békefenntartó Virgil Cole-t és helyettesét, Everett Hitchet, hogy megvédjék és visszaszerezzék a város irányítását. A páros egy feltétellel egyezik bele: a város követi Cole törvényeit, és lényegében átengedi neki az irányítást. A törvény emberei először is szembeszállnak Bragg négy emberével. Három férfi nem hagyja magát letartóztatni, így Cole és Hitch kénytelen megölni őket. A negyedik férfi megadja magát, és elhagyja a szalont.
Hitch meglát egy nőt, Allison "Allie" Frenchet, egy fiatal özvegyet, aki éppen most érkezett a városba. Megismerkednek a nővel, és megfigyelve, hogy Cole és Allie jól kijönnek egymással, Hitch nem mutat érdeklődést a nő iránt. Hamarosan Cole és Allie összejönnek és együtt vesznek házat. Allie azonban megpróbálja elcsábítani Hitchet, amikor kettesben vannak, de Hitch a Cole iránti hűségére hivatkozva visszautasítja a lány közeledését.
Amikor Bragg egyik embere elmondja Cole-nak és Hitchnek, hogy tanúskodni fog Bragg ellen a hármas gyilkossági ügyben, letartóztatják Bragget, és a tárgyalásig bezárva tartják, annak ellenére, hogy Bragg bandája megpróbálja kiszabadítani. A tárgyaláson bűnösnek találják, és halálra ítélik. Cole-hoz és Hitchhez csatlakozik Clyde Stringer seriff és egy helyettese. Bragget vonattal szállítják a börtönbe, ahol fel akarják akasztani. Felbukkannak a bérgyilkosok, Ring és Mackie Shelton, Cole régi ismerősei, akiknek Allie a túszuk. Fegyverrel kényszerítik Cole-t, hogy adják át nekik Bragget.
Cole és Hitch utolérik a bűnözőket, és meglátják, hogy Allie és Ring Shelton meztelenül hancúroznak együtt egy patakban. Amikor a törvényen kívülieket megtámadják a Chiricahua apacsok, Cole és Hitch elűzi az indiánokat. Átadják Bragget a beauville-i seriffnek aki a Shelton fivérek unokatestvére. Mivel tudják, hogy Cole akasztófára akarja juttatni Bragget, Sheltonék és a seriff kiszabadítják a bandavezért, majd összetűzésbe keverednek Cole-lal és Hitch-csel. Cole és Hitch megsebesül, de sikerül megölniük Ringet, Mackie-t és a seriffet. Bragg lóháton elmenekül, Cole és Hitch pedig Allie-val visszatér Appaloosába.
Egy idő után Bragg kegyelmet kap Chester A. Arthur elnöktől, és visszatér Appaloosába, Dicsekszik Cole és Hitch előtt, hogy feldühítse őket, amiért nem sikerült felakasztaniuk. Cole elmondja Hitchnek, hogy még mindig Allie-vel akar lenni, a lány szeszélyessége ellenére. Hitch úgy dönt, hogy elhagyja a várost, hogy pénzt keressen, és lemond a helyettesítői posztról. Később rájön, hogy Allie-nak kapcsolata van Bragggel, és párbajra hívja ki Bragget. Cole megpróbálja megakadályozni, de Hitch hajthatatlan marad, és arra kéri Cole-t, hogy engedélyezze a pisztolypárbajt. Hitch mellkason találja Bragget, aki maghal. Hitch elhagyja a várost, látva, hogy Allie és Cole együtt vannak; búcsúzó gondolataiban kifejezi reményét, hogy Cole megtalálja a boldogságot Allie mellett.
|  | Itt a vége a cselekmény részletezésének! |

## Szereplők
| Szerep         | Színész         | 1. Magyar szinkron |
| -------------- | --------------- | ------------------ |
| Virgil Cole    | Ed Harris       | Epres Attila       |
| Everett Hitch  | Viggo Mortensen | Fekete Ernő        |
| Allison French | Renée Zellweger | Oroszlán Szonja    |
| Randall Bragg  | Jeremy Irons    | Kőszegi Ákos       |
| Phil Olson     | Timothy Spall   | Besenczi Árpád     |
| Ring Shelton   | Lance Henriksen | Barbinek Péter     |
| Earl May       | James Gammon    | Várkonyi András    |
| Abner Raines   | Tom Bower       | Varga Tamás        |

## Soundtrack
Az Appaloosa – A törvényen kívüli város filmzenéje 2008. szeptember 30-án jelent meg.
| 1.    | Appaloosa Main Title              | Jeff Beal                                      | 2:12 |
| 2.    | New City Marshal                  | Jeff Beal                                      | 1:47 |
| 3.    | Bragg's Theme                     | Jeff Beal                                      | 0:45 |
| 4.    | Allison French                    | Jeff Beal                                      | 1:50 |
| 5.    | Allie Teases Virgil               | Jeff Beal                                      | 0:40 |
| 6.    | Dawn In Appaloosa                 | Jeff Beal                                      | 1:45 |
| 7.    | Cole and Hitch Stalk Bragg        | Jeff Beal                                      | 1:22 |
| 8.    | Bragg is Captured                 | Jeff Beal                                      | 3:05 |
| 9.    | Apology Accepted                  | Jeff Beal                                      | 1:27 |
| 10.   | The Kiss                          | Jeff Beal                                      | 2:31 |
| 11.   | Readin' and Writin'               | Jeff Beal                                      | 1:52 |
| 12.   | Allie is Kidnapped                | Jeff Beal                                      | 2:52 |
| 13.   | Cole Ponders                      | Jeff Beal                                      | 1:04 |
| 14.   | Hitch Rides                       | Jeff Beal                                      | 1:39 |
| 15.   | Finding Allie                     | Jeff Beal                                      | 1:24 |
| 16.   | The Indian Attack                 | Jeff Beal                                      | 1:39 |
| 17.   | The Horse Trade                   | Jeff Beal                                      | 3:54 |
| 18.   | Riding Into Rio Seco              | Jeff Beal                                      | 0:47 |
| 19.   | Ballad of Rio Seco                | Jeff Beal                                      | 2:38 |
| 20.   | Shootout at Rio Seco              | Jeff Beal                                      | 2:27 |
| 21.   | Allie Goes Upstairs               | Jeff Beal                                      | 0:57 |
| 22.   | Hitch Settles a Score             | Jeff Beal                                      | 2:44 |
| 23.   | Riding Off, Appaloosa End Credits | Jeff Beal                                      | 3:45 |
| 24.   | You'll Never Leave My Heart       | Jeff Beal (Ed Harris közreműködésével)         | 4:30 |
| 25.   | Ain't Nothin' Like a Friend       | Jeff Beal (Donald Rubinstein közreműködésével) | 3:01 |
| 52:25 |                                   |                                                |      |

## Forgatás
Az Appaloosa Ed Harris második rendezői munkája a 2000-es Pollock című életrajzi film után, amelyben szintén szerepelt. Harris az Appaloosa társírója és társproducere Robert Knott-tal. Afilm költségvetése 20 millió dollár volt, a forgatás 2007. október 1. és 2007. november 24. között zajlott az új-mexikói Albuquerque és Santa Fe, valamint a texasi Austin környékén.

## Kritikai visszhang
A Rotten Tomatoes-on a film 76%-os tetszési indexet ért el 163 kritikus véleménye alapján. 124 kritikus pozitívan 39 kritikus negatívan értékelte a filmet.

## Bevétel
A fim az észak-amerikai mozikban 20,2 millió dollárt, a világ többi részén 7,5 millió dollárt hozott, az összbevétele 27 712 362 dollár, ami elég szerény bevétel a 20 millió   dolláros költségvetéséhez képest. 

## Fordítás
- Ez a szócikk részben vagy egészben  az   Appaloosa (film) című angol Wikipédia-szócikk fordításán alapul.  Az eredeti cikk szerkesztőit annak laptörténete sorolja fel. Ez a jelzés csupán a megfogalmazás eredetét és a szerzői jogokat jelzi, nem szolgál a cikkben szereplő információk forrásmegjelöléseként.